# زيرأب
زيرأب (بالفارسية: زیرآب) هي منطقة سكنية تقع في إيران في قسم. يقدر عدد سكانها بـ 18,216 نسمة .